# 波斯富街

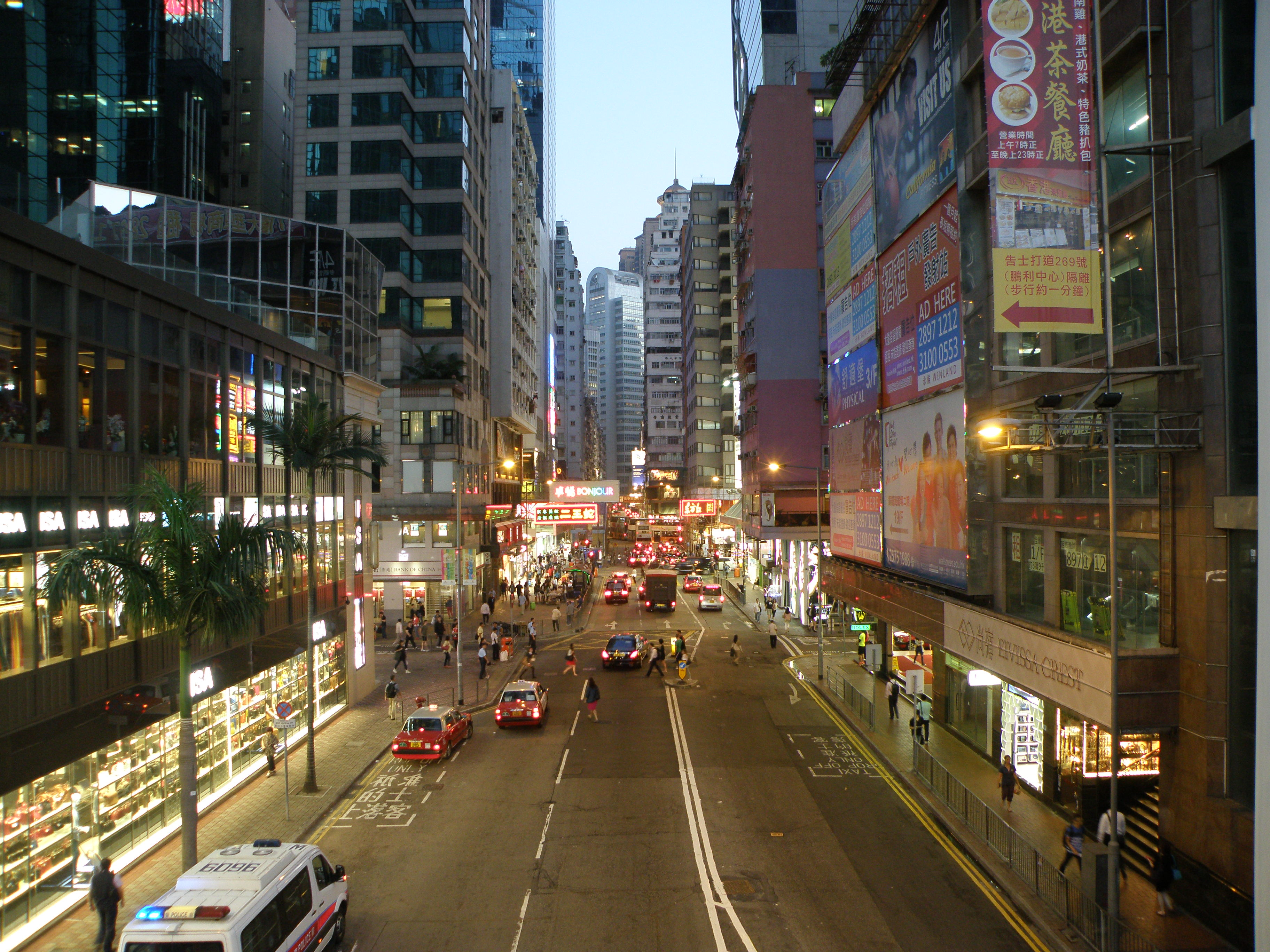
從告士打道南望波斯富街，左方建築物為信和廣場

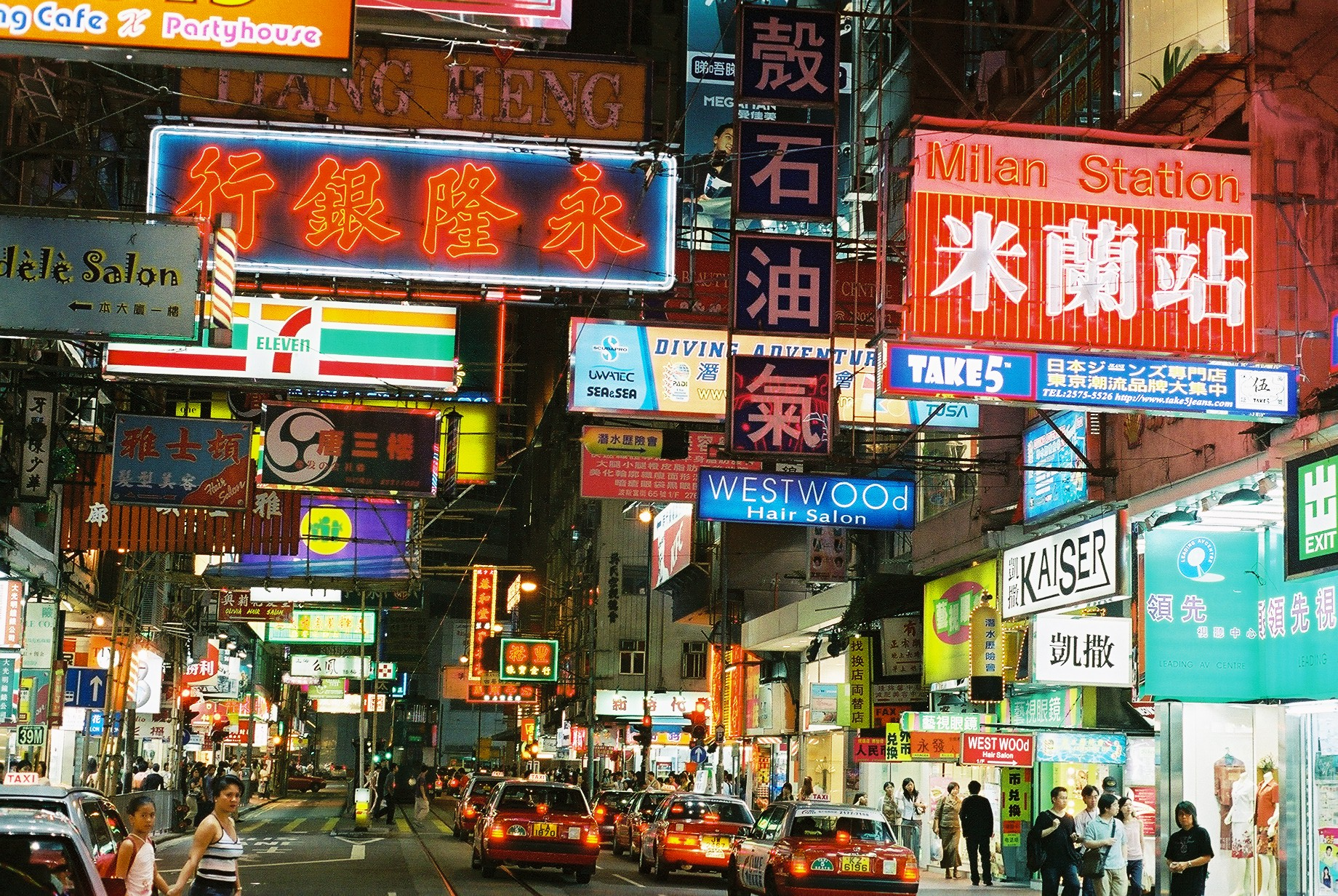
波斯富街的夜景（2004年），現時大部分廣告招牌已經被拆掉

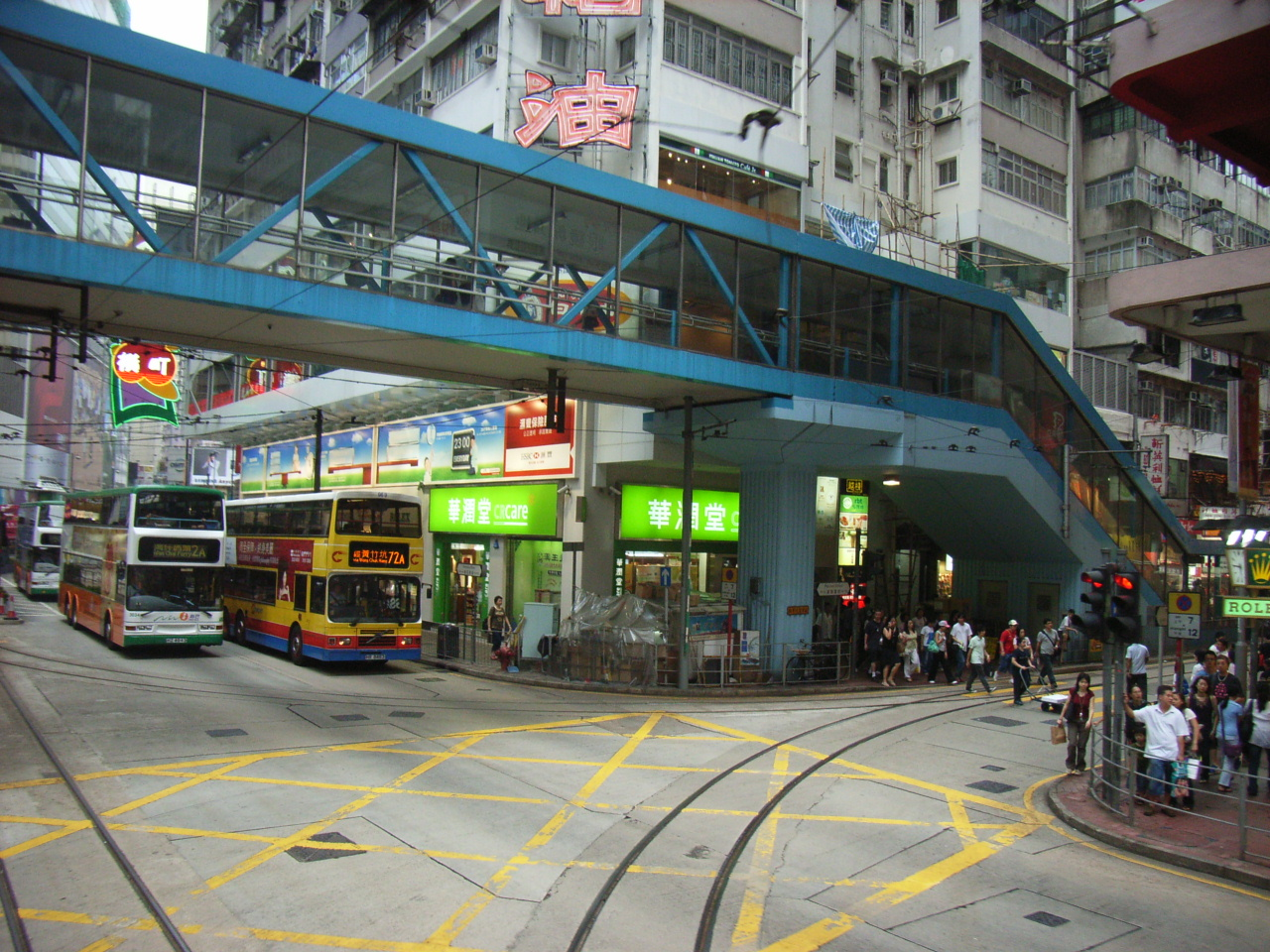
波斯富街與軒尼詩道交界處的一道行人天橋可通往在北面的銅鑼灣廣場1期商場及駱克道

波斯富街（英語：Percival Street）是香港銅鑼灣一條主要街道，北面連接告士打道，南面連接禮頓道，中間與多條重要道路交匯。波斯富街的街名是以怡和洋行大班波斯富（Alexander Perceval）命名。
介乎軒尼詩道與禮頓道之間的一段波斯富街，是跑馬地電車路線的一部份，而在1980年代電車廠未搬遷以前，回廠的電車亦經過波斯富街轉入位於羅素街，現已建成時代廣場的電車廠。昔日的利舞台戲院亦位於波斯富街，原址建成今日的利舞台廣場。
今日的波斯富街位處銅鑼灣心臟地帶，兩旁有不少商店及食肆，亦是租金最高的地區之一。

## 成交
- 波斯富街76號地舖，2011年1月就獲英皇以3.8億元購入，物業面積約600方呎，實用面積約450方呎，呎價63.3萬元 (實用呎價84.44萬元)
- 波斯富街77至83號地下K舖，面積約200方呎，實用面積約192呎,1.78億元成交，呎價89萬元(實用呎價92.71萬元)
- 波斯富街108至120號寶榮大樓地下A及B號舖、1樓、2樓、12樓S室及平台，以11.5億元成交
- 兆安李太波斯富街84至94號地下M舖及波斯富街96至106號地下L舖，合共2.63億元。」兆安李太
- 波斯富街77至83號波斯富大樓地下N號舖，建築面積約200方呎，實用面積160方呎，2014年以1.73億元成交，呎價86.5萬元（實用呎價108萬元），膺全港最貴舖王
- 波斯富街21至27號本德大廈地下A、B、C及D舖，連同1及2樓，總樓面約1.38萬方呎呎，2021年以8月10號以5.25億元成交，呎價38,043元，買家為耀才證券主席葉茂林

## 鄰近
- 信和廣場
- 伊利莎伯大廈
- 謝斐道
- 銅鑼灣廣場
- 駱克道
- 軒尼詩大廈（基座曾設有華潤百貨，後多次變更租戶，現為大食代美食廣場）
- 時代廣場
- 利舞台廣場
- 希慎道壹號

## 沿街於北端之地標

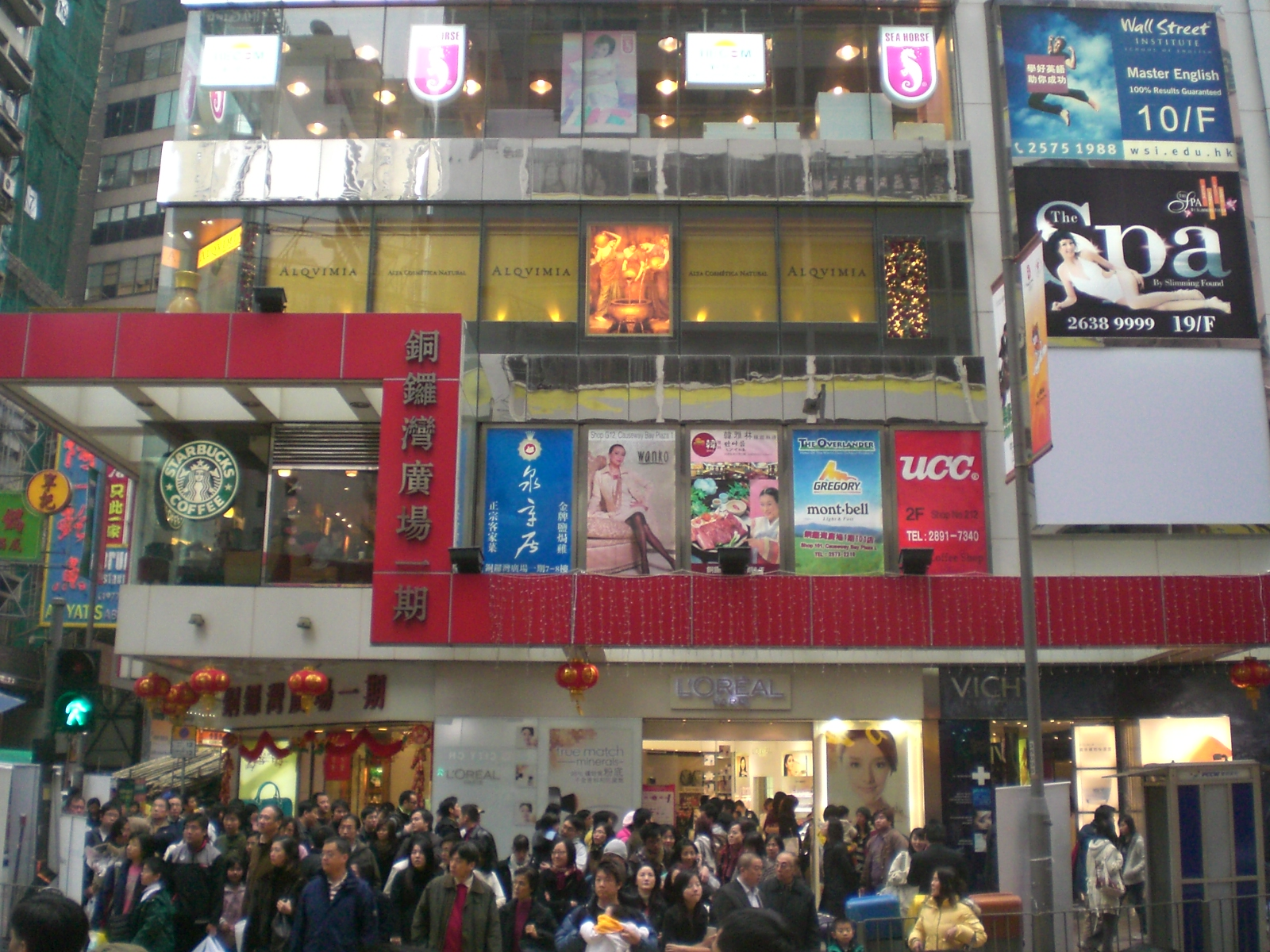
銅鑼灣廣場1期
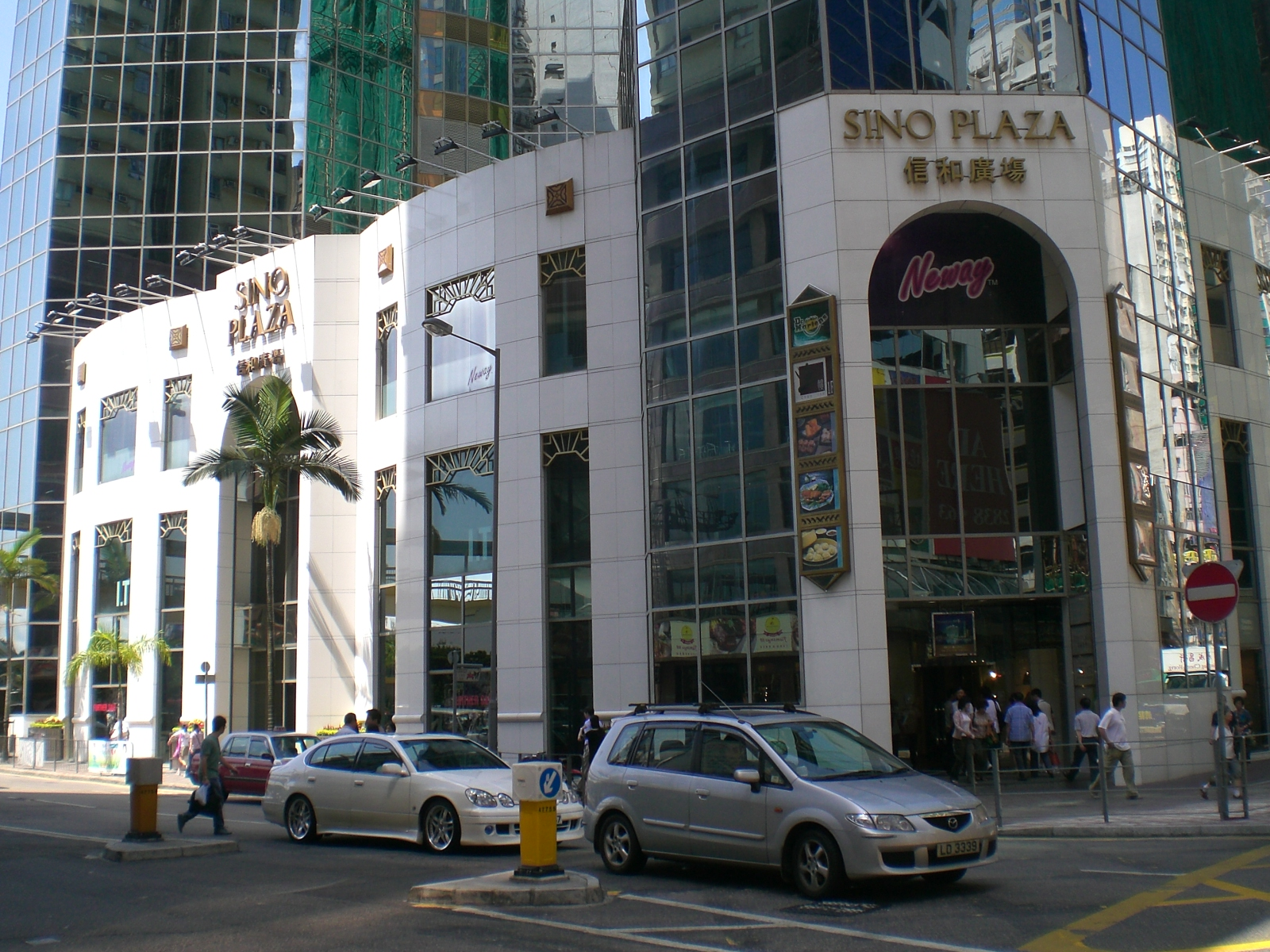
信和廣場
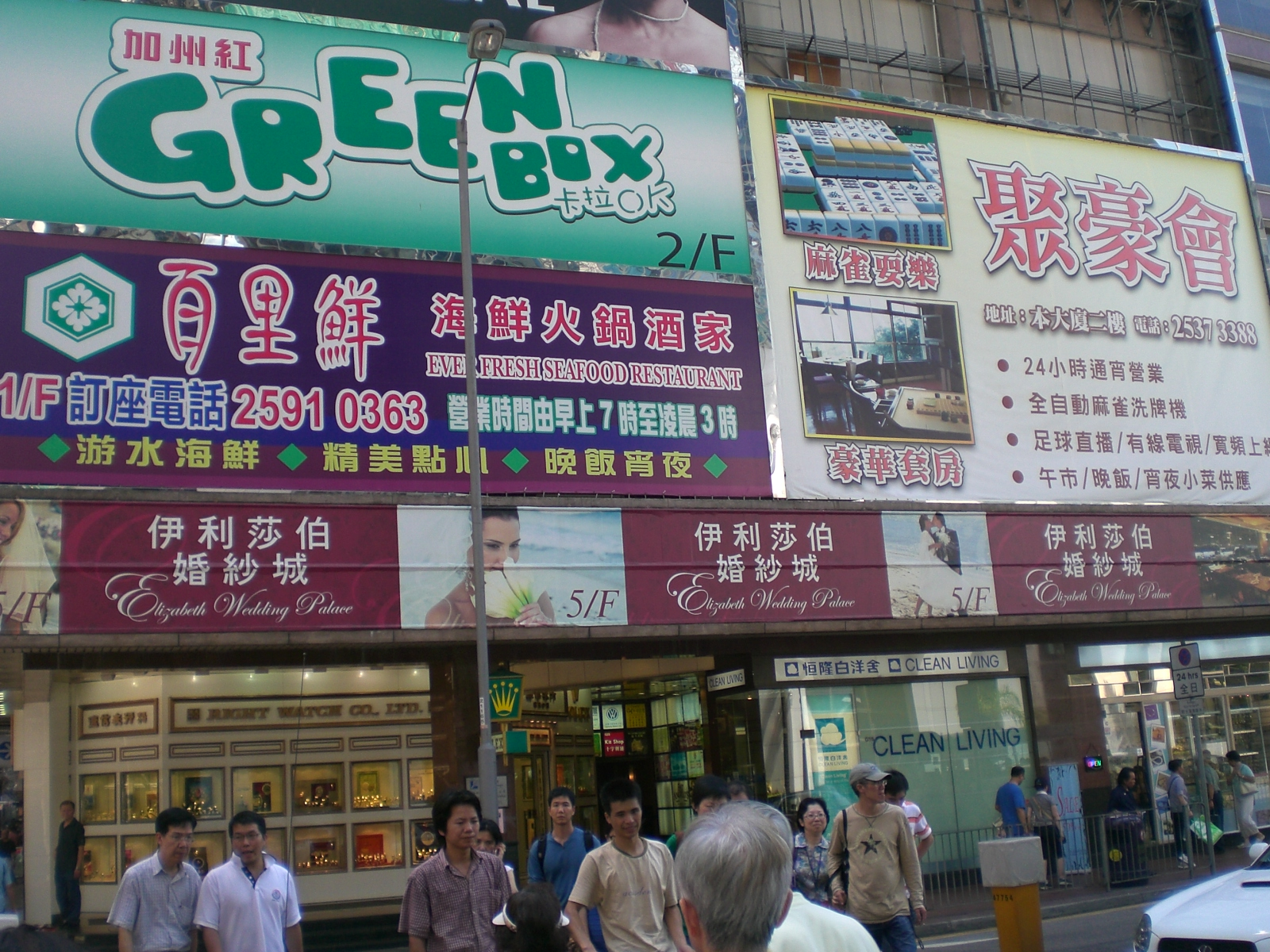
伊利莎伯大廈

## 外部連結
维基共享资源上的相關多媒體資源：波斯富街